# Олександра (фільм)
«Олекса́ндра» (рос. «Алекса́ндра») — російський художній фільм режисера Олександра Сокурова, учасника конкурсної програми 60-го Каннського кінофестивалю. Світова прем'єра відбулася в Каннах 24 травня 2007. Фільм є шістнадцятою стрічкою режисера.

## Сюжет
Бабуся — Олександра Миколаївна — приїжджає до Чеченської республіки, щоб відвідати свого онука-офіцера. Вона живе у військовому містечку, спілкується із солдатами, ходить ринками, розмовляє з місцевими жителями. Перед нею розкривається побут військового життя зсередини: відсутність жінок, беззастережне прийняття існуючих умов як само собою зрозумілих, емоційна невиразність. Цей світ — нескінченно чужий у порівнянні з усім, з чим їй доводилося стикатися раніше, а людина в ньому за таких обставин, коли найважче залишитися людиною.

## Акторський склад
| Актор             | Роль                        |
| ----------------- | --------------------------- |
| Галина Вишневська | Олександра Миколаївна       |
| Василій Шевцов    | Деніс Казаков               |
| Раїса Гічаєва     | Маліка                      |
| Євген Ткачук      | Солдат Андрій               |
| Андрій Богданов   | командир військової частини |
| Рустам Шахгирєєв  |                             |
| Олексій Неймишев  | офіцер                      |

## Знімальна група
- Режисер — Олександр Сокуров
- Продюсер — Андрій Сігле
- Автор сценарію — Олександр Сокуров
- Оператор-постановник — Олександр Буров
- Звукорежисер — Володимир Персов
- Художник — Дмитро Малич-Коньков
- Художник по костюмах — Лідія Крюкова
- Художник з гриму — Жанна Родіонова
- Монтажер — Сергій Іванов
- Композитор — Андрій Сігле

## Нагороди
- 2007 — переможець у номінації «Найкраща жіноча роль» за роль Галини Вишневської за версією національної премії Гільдії кінознавців та кінокритиків Росії «Білий слон».
- 2008 — премія «Кришталевий сімург» найкращому виконавцю за роль Галини Вишневської на 26-му Міжнародному кінофестивалі «Фаджр» у Тегерані.